# Shafiqa Habibi

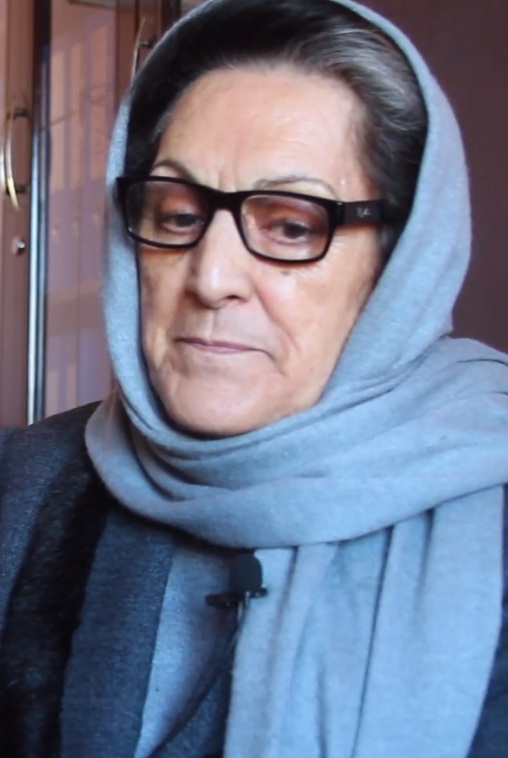
Shafiqa Habibi

Shafiqa Habibi (* 1946) ist eine afghanische Journalistin und Politikerin.
Habibi stammt aus einer reichen paschtunischen Familie. Sie studierte Journalismus an der Universität in Kabul (Bachelor 1966). Sie ist bekannte Nachrichtenreporterin des afghanischen Radio- und Fernsehsenders (RTA). Sie war die erste Moderatorin des staatlichen afghanischen Fernsehens. Habibi war mit dem Schriftsteller und Politiker Mahmoud Habibi verheiratet.

## Leben
Seit 1959 ist Habibi als Reporterin (zunächst im Radio, dann im Fernsehen) tätig. Dabei setzte sie sich von Anfang an insbesondere für die Rechte der Frauen ein und gründete 1994 die Women's Radio and Television Broadcast Organization um Frauenrechte durch Konferenzen und andere Treffen  zu schützen.
Nach der Machtübernahme der Taliban in Kabul 1996 musste sie sich aus der Öffentlichkeit zurückziehen. Sie blieb jedoch in Kabul und leitete u. a. geheime Schulen für Mädchen. Mit Beginn des amerikanischen Angriffs auf Kabul floh sie nach Peschawar und kehrte nach der Flucht der Taliban zurück. 
Seither war sie in zahlreichen Funktionen politisch und insbesondere für Frauenrechte tätig. Sie ist unter anderem Mitbegründerin der Neuen Afghanischen Frauenvereinigung New Afghanistan Women Association und Gründungsdirektorin der Vereinigung der Journalistinnen Women Journalists' Center.
Sie war Leiterin des Komitees für die politische Partizipation von Frauen und ist Mitglied der Kommission für Information und Kommunikation von UNESCO Afghanistan. Bei den ersten freien Präsidentschaftswahlen in Afghanistan kandidierte sie 2004 für das Amt des Vizepräsidenten (auf dem Ticket des ehemaligen Warlords Raschid Dostum).

## Preise
Habibi wurde fünfmal als beste Ansagerin des afghanischen Radios und Fernsehens ausgezeichnet.
2002 wurde sie für ihre Arbeit mit dem Ida B. Wells Award for Bravery in Journalism ausgezeichnet  und als eine von 21 Leaders for the 21st century nominiert.